# 961 (numero)
Novecentosessantuno (961) è il numero naturale dopo il 960 e prima del 962.

## Proprietà matematiche
- È un numero dispari.
- È un numero composto con 3 divisori: 1, 31, 961. Poiché la somma dei suoi divisori (escluso il numero stesso) è 32 < 961, è un numero difettivo.
- È un numero nontotiente in quanto dispari e diverso da 1.
- È un numero odioso.
- È un numero potente.
- È un numero palindromo e un numero ondulante nel sistema posizionale a base 24 (1G1) e in quello a base 30 (121).
- È un numero fortunato.
- È un numero di Proth.
- È un numero intero privo di quadrati.
- È pari alla somma dei primi 23 numeri primi dispari (dal 3 all'89).
- È parte delle terne pitagoriche (961, 14880, 14911) , (961, 461760, 461761).

## Astronomia
- 961 Gunnie è un asteroide della fascia principale del sistema solare.
- NGC 961 è una galassia irregolare della costellazione della Balena.

## Astronautica
- Cosmos 961 è un satellite artificiale russo.